# 农学
狭义上，农学又称農藝學，是研究与农作物生产相关领域的科学，包括作物生长发育规律及其与外界环境条件的关系、病虫害防治、土壤与营养、种植制度、遗传育种等领域。
廣義上，農學涵蓋農業相關的各類科學領域。例如：農學院通常包含畜牧学相关科系。

## 学科分类
农学主要包括：植物栽培学、植物育种学、耕作学、土壤学、植物保护学、肥料学、农田水利学、农业机械学、农业生态学、昆蟲學、病蟲害防制。
狹義的农学主要研究两大类作物的生产：直接为人类提供粮食的作物和为饲养牲畜用的饲料作物。但一些分支学科也研究水果和经济作物的生产。
而根据中华人民共和国教育部的定义，农学下属的一级学科有：作物学、园艺学、农业资源利用、植物保护、畜牧学、兽医学、林学、水产、草学。

## 著名学者

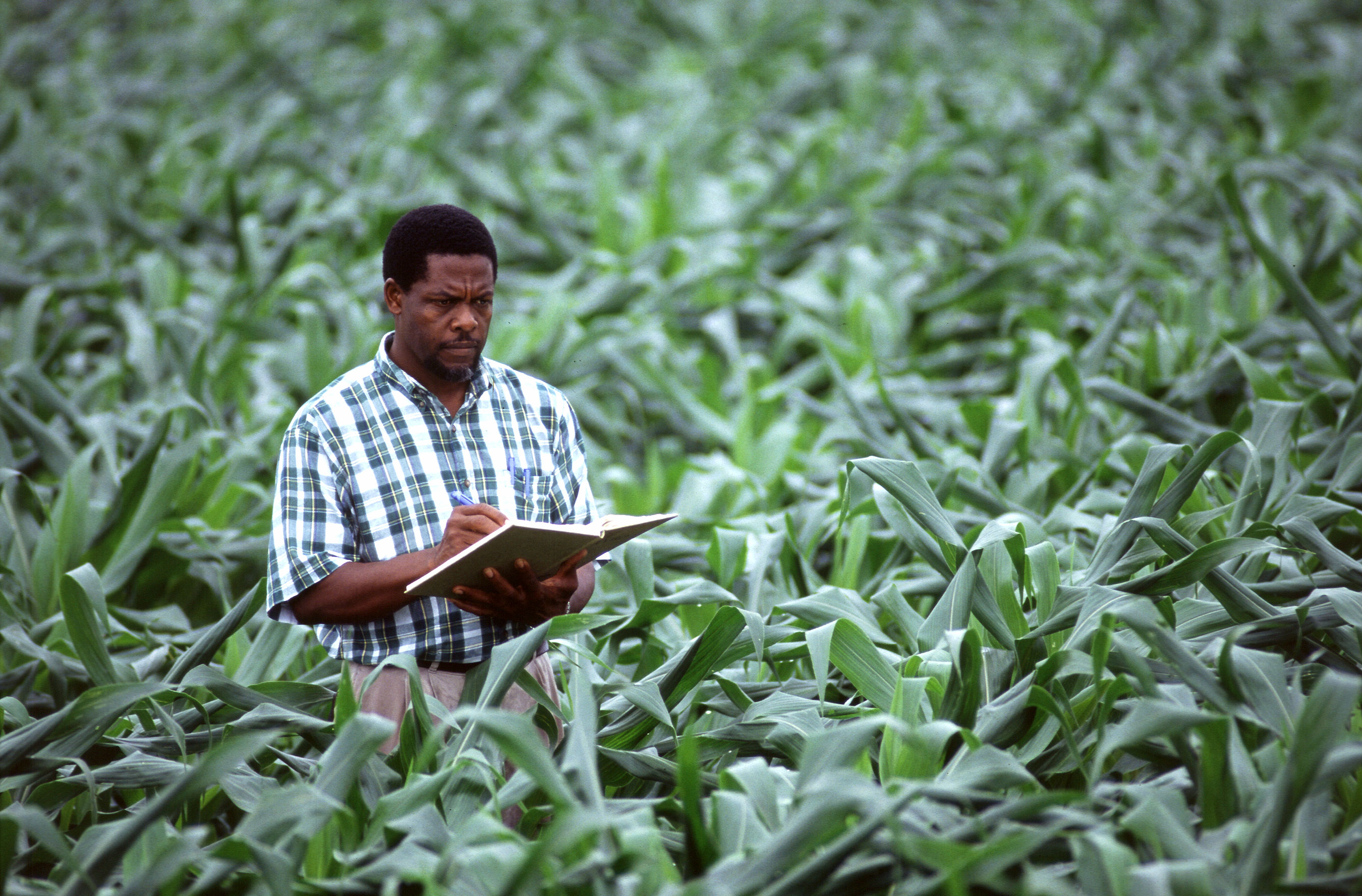
农业科学学者

- 罗伯特·贝克韦尔
- 尤斯圖斯·馮·李比希
- 诺曼·布劳格
- 喬治·華盛頓·卡佛
- 格里哥·孟德爾
- 路易·巴斯德
- 朱利葉斯·斯特林·莫頓
- 袁隆平
- 伊莱·惠特尼
- 路德·伯班（英语：Luther Burbank）
- 勒内·杜蒙（英语：René Dumont）
- 杰伊·卢什（英语：Jay Lush）
- 塞沃尔·赖特（英语：Sewall Wright）